# Yang Zhu
Esto es un nombre chino, Yang es el apellido.
Yang Zhu (en chino, 楊朱 / 杨朱; pinyin, Yáng Zhū; Wade-Giles, Yang Chu; 370-319 a. C.) fue un filósofo chino del período de los Reinos Combatientes, un antiguo hedonista, egoísta ético y sofista alternativo al pensamiento de Confucio. Las ideas de Yang Zhu que han podido sobrevivir aparecen primordialmente en el capítulo siete del Liezi.

## Filosofía
La filosofía atribuida a Yang Zhu, presente en el Liezi, choca con la influencia taoísta del resto de la obra. De particular relieve es su reconocimiento del instinto de autoconservación (為我 wèiwǒ), lo que lo acreditó como el "descubridor del cuerpo". En comparación con otros grandes filósofos chinos, Yang Zhu quedó en relativa oscuridad, pero su influencia fue en su propio tiempo tan extensa que Mencio describió su pensamiento, junto a las ideas antiéticas de Mozi, como "inundaciones y animales salvajes que devastan la tierra" (Liu: 1967: 358).
Yang Zhu alabó la fuerza física del trabajador y su amor al trabajo. Así lo principal, para él, es «todo lo que da la serenidad al hombre del campo, todo lo que le hace gozar». El historiador Jean Chesneaux, destaca que «es autor de la célebre paradoja sobre la beneficencia que se transforma en su contrario a través de la gloria y del beneficio: la beneficencia, y sobre todo las "distribuciones", aportan "gloria". Ésta lleva a la ganancia, gracias al respeto logrado. El ansia de ganancia viene acompañada por la violación de los derechos de otros hombres, el "litigio"; la "beneficencia" se transforma en mal...».
Otros elementos destacados de su filosofía son:
- No encajó su pensamiento en las representaciones religiosas y la fe en la inmortalidad del alma.[3]
- Según él, todos los sucesos naturales y sociales se rigen por el principio de la necesidad natural, definido por él mismo como destino.[3]
- Manifestó que todo está sometido a la muerte y a la destrucción. De modo que la vida lleva por necesidad natural a la muerte; el surgimiento es continuado por la destrucción.[3]
- Fue partidario del hedonismo y el eudemonismo, sin caer en situaciones extremas de tales corrientes.